# Sportgemeinschaft Dynamo Dresden 1989-1990
Questa voce raccoglie le informazioni riguardanti lo Sportgemeinschaft Dynamo Dresden nelle competizioni ufficiali della stagione 1989-1990.

## Stagione

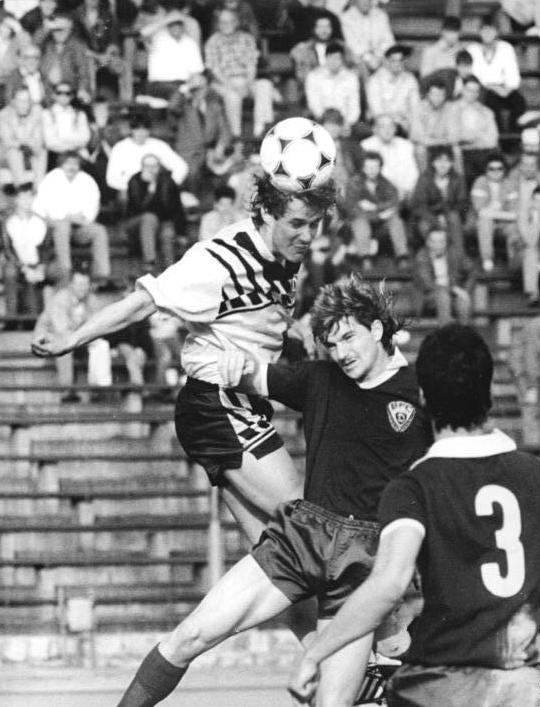
Il capocannoniere stagionale Torsten Gütschow durante l'incontro della DFV-Supercup contro la Dinamo Berlino.

In qualità di campione nazionale uscente, la Dinamo Dresda aprì la stagione disputando la supercoppa nazionale, in cui venne sconfitta dalla BFC Dynamo vincitrice della coppa nazionale.
In campionato la Dynamo difese il titolo conquistato nella stagione precedente, lottando contro il Magdeburgo e, nel finale, il Karl-Marx-Stadt: dopo aver concluso il girone di andata in testa assieme al Magdeburgo, la Dynamo andò in fuga ma disperse il vantaggio in seguito a una serie di risultati negativi che costeranno la panchina a Eduard Geyer. Con Reinhard Häfner alla panchina, la Dinamo Dresda ottenne dei risultati utili nelle restanti sette gare, recuperando il comando della classifica e giungendo alla vigilia dell'ultima giornata in testa assieme alle due rivali, con la differenza reti a favore. Grazie a un gol segnato allo scadere dal capocannoniere stagionale Torsten Gütschow, la Dinamo Dresda poté confermarsi campione della Germania Est. Alcuni giorni dopo arrivò anche la vittoria della coppa nazionale, battendo in rimonta la Dinamo Schwerin in finale ed eliminando nei turni precedenti alcune squadre provenienti dalla propria categoria come l'Eisenhüttenstädter Stahl agli ottavi e i rivali per la lotta al titolo del Karl-Marx-Stadt ai quarti.
In Coppa dei Campioni la Dinamo Dresda esordì battendo di misura l'AEK Atene, ma il risultato venne ribaltato nella gara di ritorno ad Atene per un 5-4 complessivo che decretò l'eliminazione della Dynamo ai sedicesimi della massima competizione continentale.

## Divisa e sponsor

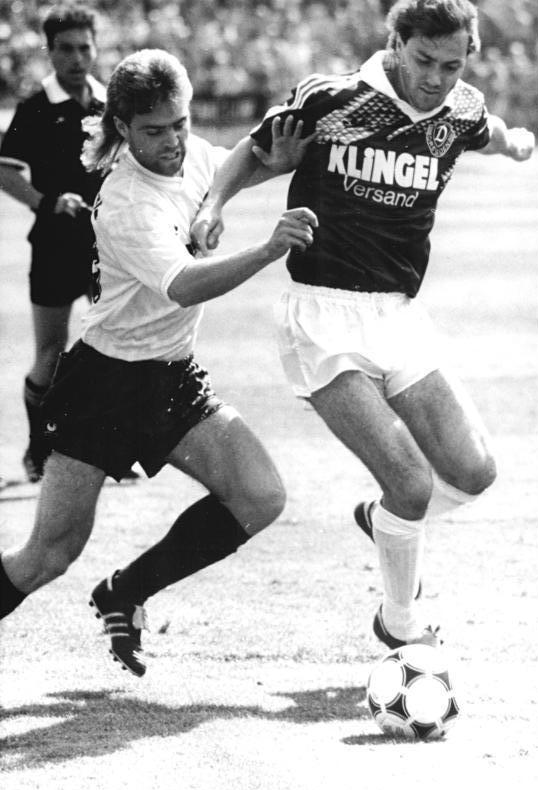
Matthias Döschner indossa la divisa da trasferta introdotta nella seconda parte della stagione, durante l'incontro dell'ultima giornata contro il.

Nel girone di andata vengono utilizzate le divise della stagione precedente, caratterizzate da un motivo a righe oblique sulle spalle. Con l'avvento delle sponsorizzazioni nella seconda parte del campionato, vengono introdotte delle divise realizzate dall'Adidas e con lo sponsor ufficiale Klingel.
| Casa (andata) | Trasferta (andata) | Casa (ritorno) | Trasferta (ritorno) |  |

## Rosa
| N. |                         | Ruolo | Calciatore        |
| -- | ----------------------- | ----- | ----------------- |
|    | Germania Est (bandiera) | P     | Thomas Köhler     |
|    | Germania Est (bandiera) | P     | Frank Schulze     |
|    | Germania Est (bandiera) | P     | Ronny Teuber      |
|    | Germania Est (bandiera) | D     | Steffen Büttner   |
|    | Germania Est (bandiera) | D     | Andreas Diebitz   |
|    | Germania Est (bandiera) | D     | Uwe Kirchner      |
|    | Germania Est (bandiera) | D     | Frank Lieberam    |
|    | Germania Est (bandiera) | D     | Detlef Schößler   |
|    | Germania Est (bandiera) | D     | Andreas Trautmann |
|    | Germania Est (bandiera) | D     | Andreas Wagenhaus |
|    | Germania Est (bandiera) | C     | Matthias Döschner |
|    | Germania Est (bandiera) | C     | Ralf Hauptmann    |

| N. |                         | Ruolo | Calciatore        |
| -- | ----------------------- | ----- | ----------------- |
|    | Germania Est (bandiera) | C     | Sven Kmetsch      |
|    | Germania Est (bandiera) | C     | Matthias Maucksch |
|    | Germania Est (bandiera) | C     | Hans-Uwe Pilz     |
|    | Germania Est (bandiera) | C     | Sven Ratke        |
|    | Germania Est (bandiera) | C     | Matthias Sammer   |
|    | Germania Est (bandiera) | C     | Jörg Stübner      |
|    | Germania Est (bandiera) | A     | Torsten Gütschow  |
|    | Germania Est (bandiera) | A     | Uwe Jähnig        |
|    | Germania Est (bandiera) | A     | Ulf Kirsten       |
|    | Germania Est (bandiera) | A     | Rocco Milde       |
|    | Germania Est (bandiera) | A     | Ralf Minge        |

## Risultati

### DFV-Supercup
| Arbitro: | Stenzel (Forst) |

|            |           |                                           |
| Sammer 88’ | Marcatori | 29’ Schulz 60’, 74’ (rig.) Doll 84’ Ernst |

### Coppa dei Campioni
| Arbitro: | Silva Valente |

|              |           |  |
| Lieberam 75’ | Marcatori |  |

| Arbitro: | Soriano Aladrén |

|                                                                     |           |                                     |
| Teuber 27’ (aut.) Okoński 33’ (rig.) Savvidis 38’, 60’ Savevski 82’ | Marcatori | 10’ Gütschow 63’ Lieberam 85’ Minge |

## Statistiche

### Andamento in campionato
| Giornata  | 1 | 2 | 3 | 4 | 5 | 6 | 7 | 8 | 9 | 10 | 11 | 12 | 13 | 14 | 15 | 16 | 17 | 18 | 19 | 20 | 21 | 22 | 23 | 24 | 25 | 26 |
| --------- | - | - | - | - | - | - | - | - | - | -- | -- | -- | -- | -- | -- | -- | -- | -- | -- | -- | -- | -- | -- | -- | -- | -- |
| Luogo     | C | T | C | T | C | T | C | T | C | T  | C  | T  | C  | C  | T  | T  | C  | T  | C  | T  | C  | T  | C  | T  | C  | T  |
| Risultato | V | V | N | V | N | V | N | V | N | V  | N  | V  | N  | N  | V  | V  | N  | P  | P  | N  | N  | V  | N  | V  | N  | V  |
| Posizione | 3 | 3 | 2 | 1 | 1 | 2 | 2 | 2 | 2 | 1  | 2  | 2  | 2  | 1  | 1  | 1  | 1  | 1  | 2  | 2  | 2  | 2  | 2  | 1  | 1  | 1  |

Fonte:  GDR » Oberliga 1989/1990 » Schedule, su worldfootball.net.
Legenda:

Luogo: C = Casa; T = Trasferta. Risultato: V = Vittoria; N = Pareggio; P = Sconfitta.

### Statistiche dei giocatori
| Giocatore    | DDR-Oberliga | DDR-Oberliga | DDR-Oberliga | DDR-Oberliga | FDGB-Pokal+DFV-Supercup | FDGB-Pokal+DFV-Supercup | FDGB-Pokal+DFV-Supercup | FDGB-Pokal+DFV-Supercup | Coppa dei Campioni | Coppa dei Campioni | Coppa dei Campioni | Coppa dei Campioni | Totale   | Totale | Totale      | Totale     |
| Giocatore    | Presenze     | Reti         | Ammonizioni  | Espulsioni   | Presenze                | Reti                    | Ammonizioni             | Espulsioni              | Presenze           | Reti               | Ammonizioni        | Espulsioni         | Presenze | Reti   | Ammonizioni | Espulsioni |
| ------------ | ------------ | ------------ | ------------ | ------------ | ----------------------- | ----------------------- | ----------------------- | ----------------------- | ------------------ | ------------------ | ------------------ | ------------------ | -------- | ------ | ----------- | ---------- |
| S. Büttner   | 21           | 0            | 0            | 0            | 4+0                     | 0+0                     | 0+0                     | 0+0                     | 0                  | 0                  | 0                  | 0                  | 25       | 0      | 0           | 0          |
| A. Diebitz   | 13           | 0            | 0            | 0            | 2+0                     | 0+0                     | 0+0                     | 0+0                     | 1                  | 0                  | 0                  | 0                  | 16       | 0      | 0           | 0          |
| M. Döschner  | 24           | 2            | 1            | 0            | 6+1                     | 1+0                     | 0+0                     | 0+0                     | 2                  | 0                  | 0                  | 0                  | 33       | 3      | 1           | 0          |
| T. Gütschow  | 25           | 18           | 1            | 0            | 6+1                     | 10+0                    | 1+0                     | 0+0                     | 1                  | 1                  | 0                  | 0                  | 33       | 29     | 2           | 0          |
| R. Hauptmann | 9            | 1            | 1            | 0            | 2+1                     | 0+0                     | 0+0                     | 0+0                     | 0                  | 0                  | 0                  | 0                  | 12       | 1      | 1           | 0          |
| U. Jähnig    | 5            | 0            | 1            | 0            | 1+1                     | 0+0                     | 0+0                     | 0+0                     | 1                  | 0                  | 0                  | 0                  | 8        | 0      | 1           | 0          |
| M. Kern      | 1            | 0            | 0            | 0            | 0+0                     | 0+0                     | 0+0                     | 0+0                     | 0                  | 0                  | 0                  | 0                  | 1        | 0      | 0           | 0          |
| U. Kirchner  | 0            | 0            | 0            | 0            | 1+1                     | 0+0                     | 0+0                     | 0+0                     | 0                  | 0                  | 0                  | 0                  | 2        | 0      | 0           | 0          |
| U. Kirsten   | 25           | 10           | 3            | 0            | 5+1                     | 5+0                     | 0+0                     | 0+0                     | 0                  | 0                  | 0                  | 0                  | 31       | 15     | 3           | 0          |
| T. Köhler    | 7            | -8           | 0            | 0            | 1+0                     | -0+-0                   | 0+0                     | 0+0                     | 0                  | 0                  | 0                  | 0                  | 8        | -8     | 0           | 0          |
| S. Kmetsch   | 2            | 0            | 0            | 0            | 1+0                     | 0+0                     | 0+0                     | 0+0                     | 0                  | 0                  | 0                  | 0                  | 3        | 0      | 0           | 0          |
| F. Lieberam  | 25           | 0            | 5            | 0            | 6+1                     | 2+1                     | 1+0                     | 0+0                     | 2                  | 2                  | 0                  | 0                  | 34       | 5      | 6           | 0          |
| M. Maucksch  | 18           | 0            | 4            | 0            | 5+0                     | 0+0                     | 0+0                     | 0+0                     | 2                  | 0                  | 0                  | 0                  | 25       | 0      | 4           | 0          |
| R. Milde     | 4            | 0            | 0            | 0            | 2+0                     | 0+0                     | 0+0                     | 0+0                     | 2                  | 0                  | 0                  | 0                  | 8        | 0      | 0           | 0          |
| R. Minge     | 6            | 0            | 1            | 0            | 2+0                     | 1+0                     | 0+0                     | 0+0                     | 2                  | 0                  | 0                  | 0                  | 10       | 1      | 1           | 0          |
| H. Pilz      | 24           | 2            | 4            | 0            | 6+1                     | 2+0                     | 0+0                     | 1+0                     | 1                  | 0                  | 0                  | 0                  | 32       | 4      | 4           | 1          |
| S. Ratke     | 9            | 1            | 0            | 0            | 1+0                     | 0+0                     | 0+0                     | 0+0                     | 0                  | 0                  | 0                  | 0                  | 10       | 1      | 0           | 0          |
| M. Sammer    | 20           | 10           | 6            | 1            | 5+1                     | 4+1                     | 0+0                     | 0+0                     | 2                  | 0                  | 0                  | 0                  | 28       | 15     | 6           | 1          |
| D. Schößler  | 14           | 4            | 1            | 0            | 4+1                     | 0+0                     | 0+0                     | 0+0                     | 2                  | 0                  | 0                  | 0                  | 21       | 4      | 1           | 0          |
| F. Schulze   | 3            | -3           | 0            | 0            | 1+0                     | 0+0                     | 0+0                     | 0+0                     | 0                  | 0                  | 0                  | 0                  | 4        | -3     | 0           | 0          |
| J. Stübner   | 19           | 1            | 5            | 0            | 3+1                     | 1+0                     | 1+0                     | 0+0                     | 2                  | 0                  | 0                  | 0                  | 25       | 2      | 6           | 0          |
| R. Teuber    | 16           | -23          | 0            | 0            | 4+1                     | -1+-4                   | 0+0                     | 0+0                     | 2                  | -5                 | 0                  | 0                  | 23       | -33    | 0           | 0          |
| A. Trautmann | 16           | 1            | 4            | 0            | 4+1                     | 0+0                     | 0+0                     | 0+0                     | 0                  | 0                  | 0                  | 0                  | 21       | 1      | 4           | 0          |
| A. Wagenhaus | 17           | 1            | 4            | 0            | 6+0                     | 0+0                     | 1+0                     | 0+0                     | 2                  | 0                  | 0                  | 0                  | 25       | 1      | 5           | 0          |